# Keko Yoma
Keko Yoma es una banda chilena independiente que combina, Rock, Ska, Pop, Folk elementos teatrales e instrumentos de pueblos originarios, compuesta por: Allan Follert Silva (Bajo), Renato Pizarro Osses (Guitarra), Javier Lizama Ovalle (Batería), Carlos Jara Riquelme (Percusión), Claudio Benavides Riquelme (voz) y Gonzalo Troncoso Omon (Teclados) esta banda es originaria de la ciudad de Santiago.

## Historia
La banda se forma oficialmente el año 2004 con el nombre Keko Yoma en Santiago de Chile. 
Junto a "Nerco Producciones" realizan dos videoclips, "El Desatinao" (2005) con la participación especial de Claudio Parra miembro del grupo chilenoLos Jaivas y de los integrantes de Sinergia y el videoclip "Mi vida se fue por el W.C." (2006) con un desenlace navegando por el Río Mapocho, lugar insigne de la ciudad de Santiago.. 
Desde mediados del 2007 desarrollan un proceso de consolidación musical que se refleja en el trabajo de producción y grabación del primer disco de la banda junto al destacado productor Andrés Godoy. Pero antes hacen su primera gira por Europa 2006. Visitan Holanda, Alemania, Bélgica.
El año 2007 visitan Argentina, donde lanza un EP de adelanto de su disco en las ciudades de Santa Rosa de la Pampa, en el festival “Vivaldi rock las 4 estaciones”luego en La Plata, Berisso y Buenos Aires destacando la del 21 de septiembre en el evento “fiesta de la primavera” en el playón del parque cívico de Berisso, junto a “La Ombú”y "Virus".
El 2008 visitan:   Holanda, Dinamarca, Bélgica Alemania y Suiza con más de 20 conciertos, destacando la participación en el Festival de la Ciudad libre de Christiania en Copenhague, el Okupa más grande del planeta en Dinamarca y entrevistas en medios escritos y radiales en el continente Europeo.
Repiten la hazaña europea en el 2009 con conciertos más masivos y con un reconocimiento más concreto, por ejemplo: cerrando, y como show principal en el festival holandés "Landjuweel" de la comunidad de Ruigoord, en Ámsterdam. Además graban la mitad de un futuro disco llamado "Bienvenidos al Sur" un videoclip de la canción " You have to buy " en Maastricht, Holanda y un sencillo llamado "Manager" en Madrid, España.
En 2010, 2011, 2012, 2013, 2014, 2015 visitan Alemania, Francia, Holanda, Bélgica, Austria, Suiza, Suecia, Dinamarca, España, República Checa, País Vasco, Argentina, Colombia, Ecuador presentando su disco Bienvenidos al Sur y Propaganda lo que los lleva a tocar en festivales como Karnaval cultural de Berlín 2011, Rock for People 2012, Lollapalooza 2013, Unirock 2013, Quitofest 2014, Gentse Feesten 2015, conocida también como Las ferias de Gante. Logrando 11 giras al extranjero y tocando en grandes escenarios del mundo, convirtiéndose en una de las bandas chilenas que más ha viajado al extranjero.
A finales del 2014 lanzan su tercer disco de estudio llamado Propaganda, esta vez grabado en "La makinita". Hasta ahora los sencillos del disco son "Resiste" ,"Pita Gyro" (Pablo Pérez) y "Berlin".
A principios del 2015 el vocalista Fernando Reyes y uno de los fundadores inicia su carrera solista. El lugar lo toma el músico y sociólogo Claudio Benavides con el cual preparan nuevo show y nuevas canciones del futuro cuarto disco. Al mismo tiempo regresa el tecladista y pilar en el engranaje Gonzalo Troncoso Omon.
En la gira europea 2015, visitan Bélgica, Holanda y Alemania donde graban un videoclip acústico en una lancha en Ámsterdam en el maravilloso Amsterdamsche Droogdok Maatschappij "ADM" . También tocan en la sala más importante de esa ciudad el Melkweg, lugar donde también han tocado Radiohead y The Police entre otros y en Las ferias de Gante en Bélgica que es una de las fiestas más grandes y populares de Europa.
Ese mismo año 2015 visitan por primera vez México invitados por el Festival Indie Fest en Campeche por intermedio de Ibermusicas. En esa gira graban su primer documental en 11 años llamado "Arenga k". Dirigido por María Reyes.
El año 2016 graban un EP llamado "El Ciclón" en Green studios de Ámsterdam durante su novena gira europea, donde destaca su presentación en el Festival Coninx Pop de Holanda y una versión acústica de la canción "cabaret"  por los canales de Ámsterdam. 
El 2016 vuelven a México para presentarse en el Festival vive alterno Cervantino en el marco del Festival internacional Cervantino y el Festival Ollin Kan  donde son celebrados por la prensa mexicana (ver link externo)
El 2017 comienzan el año con el nuevo videoclip " El Ciclón ", dirigido por la mexicana Montserrat Marquez, la canción pertenece a la banda Café Tacvba.
En mayo de 2017 visitan por tercera vez México, invitados para tocar otra vez en uno de los festivales más importantes del world music el "Festival Ollin kan" en Ciudad de México junto a The Wailers y Los Gaiteros de San Jacinto. En la misma gira aprovechan de visitar Guadalajara y tocar en diversos medios de comunicación. Ver video resumen
Entre enero y junio de 2017 componen su cuarto disco "Cambia el Norte" junto al reconocido músico Joe Vasconcellos el cual participa como productor y también activamente grabando coros y algunas percusiones. "Siento que me he sanado" es la canción "Feat" oficial junto Joe Vasconcellos El disco "Cambia el Norte" fue estrenado el 28 de julio de 2017 para todas las plataformas de streaming, principalmente Spotify.
El sencillo también llamado "Cambia el Norte" es apoyado por un videoclip bastante peculiar grabado con cámara 360 y con imágenes de ciclistas junto al  "Movimiento Furiosos Ciclistas".

## Discografía

### Singles
- 2005: "DESATINAO"
- 2008: "ARIVA ARIVA"
- 2010: "VALPARAISO"
- 2010: "BIENVENIDOS AL SUR"
- 2012: "RESISTE"
- 2014: "PITA GYRO"
- 2014: "BERLIN"
- 2016: "El CICLÓN"
- 2017: "CAMBIA EL NORTE"
- 2018: "SIENTO QUE ME HE SANADO"
- 2018: "ERRANTE"
- 2019: "CADA MAÑANA SALE EL SOL"
- 2019: "SOLTAR RIENDAS en VIVO en lanzamiento de disco"

### Álbumes
- 2008: El más weón de los caminos... El disco
- 2010: Bienvenidos al sur
- 2014: Propaganda
- 2017: Cambia El Norte

### Colaboraciones en discos
- 2009: "Sound trip Chile", varios artistas, Alemania
- 2014: "La Rockola", varios artistas, España

### EP
- 2004: Demo n.º A.
- 2005: Demo n.º B.
- 2006: Demo n.º C.
- 2007: Demo n.º D.
- 2016: El Ciclón

### DVD
- 2005: El más weón de los caminos... DVD.
- 2013: Lollapalooza Chile 2013
- 2015: "Live in Belgium"

### VIDEOS
- "El desatinao"
- "Mi vida se fue por el water"
- "Bienvenidos al Sur"
- "Manager"
- "You have to buy"
- "Valparaíso"
- " Resiste "
- " Pita Gyro "
- " Berlin "
- El Ciclón

### Documentales
- 2016: "Arenga K".